# Daniel Couve
Pour les articles homonymes, voir Couve (homonymie).
Daniel Couve, né le 9 juin 1874 à Bordeaux et mort le 17 août 1954 à Paris, est un missionnaire protestant français. Il est directeur de la Société des missions évangéliques de Paris de 1933 à 1943.

## Biographie
Daniel Couve est le fils de l'homme d'affaires bordelais Édouard Baptistin Jean-Baptiste Couve (1842-1892) et de Nelly Faure. Neveu du pasteur Benjamin Couve (1844-1928) et frère de Louis Couve (1866-1900), il est notamment le cousin germain de Jacques Faure et d'Amédée Baumgartner. 
Il fait ses études de théologie à la faculté de Montauban où il obtient en 1897 son baccalauréat, en soutenant un mémoire intitulé Réforme et missions, puis il est consacré pasteur au temple des Chartrons à Bordeaux en 1898. Il est missionnaire au Gabon de 1898 à 1904. Il épouse à Montpellier le 26 avril 1901 Inès Leenhardt, sœur de l'architecte Edmond Leenhardt, le couple a cinq enfants. Il repart seul en mission, à cause de la santé fragile de son épouse de 1905 à 1907. Il travaille ensuite à Paris, à la Société des missions évangéliques de Paris, comme secrétaire d'Alfred Boegner, de 1907 à 1912, puis il est directeur adjoint de 1912 à 1923, avec une interruption durant la Première Guerre, où il est aumônier sur le front de 1914 à 1918.
Il lance un appel à la mission en 1912, initiant le mouvement des Volontaires du Christ.
Il est codirecteur de la Société des missions évangéliques de Paris de 1923 à 1933 avec Élie Allégret, puis directeur de 1933 à 1943.

## Publications
- Réforme et missions, 1897
- La victoire de la foi : rapport présenté à la 114e Assemblée générale de la Société des missions évangéliques, 1939
- Sur la Côte d'Afrique : Sénégal, Togo, Cameroun et Gabon : journal de voyage, juin-novembre 1936, 1939
- L'Action missionnaire du protestantisme français, 1928
- La Conférence de Jérusalem : discours prononcés à l'église de l'Étoile le 11 mai 1928, par MM. Max Kaltenbach, Pierre Mirabaud, Pierre Durand-Gasselin et Daniel Couve, 1928
- Des Monts du Lessouto aux plaines du Zambèze, 1926

### Sources
- Sarah Curtis, Histoire et Missions Chrétiennes N-003: L'autre visage de la mission : les femmes, éditions Karthala, 2011
- Histoire et Missions Chrétiennes N-013. La Conférence missionnaire mondiale Edimbourg 1910, éditions Karthala, 2010
- Frédéric Fabre, Protestantisme et colonisation. L'évolution du discours de la mission protestante française au XXe siècle, éditions Karthala, 2011